# Estadio Santa Laura-Universidad SEK
Le stade Santa Laura (en espagnol : Estadio Santa Laura-Universidad SEK) est un stade de football situé dans la commune d'Independencia au Chili. Il est inauguré le 12 novembre 1922. C'est le stade le plus ancien du pays.
Depuis mai 2008, le site est géré par l'Université internationale SEK Chili, propriétaire du club qui aura la jouissance du stade pendant 30 ans pour un coût de  2 500 000 000 pesos. 
Il est desservi par la station Plaza Chacabuco située sur la ligne 3 du métro de Santiago.